# Средњи Врх (Крањска Гора)
Средњи Врх (словен. Srednji Vrh) је насељено место у општини Крањска Гора, Горењска регија, Словенија.

## Историја
До територијалне реорганизације у Словенији био је у саставу старе општине Јесенице.

## Становништво
У попису становништва из 2011. године, Средњи Врх је имао 32 становника.
| Број становника према пописима | Број становника према пописима | Број становника према пописима |
| ------------------------------ | ------------------------------ | ------------------------------ |
| 1991                           | 2002                           | 2011                           |
| 48                             | 38                             | 32                             |

Напомена: У 2016. извршена је мања размена територије између насеља Белца, Гозд Мартуљек и Средњи Врх.

## Галерија
- сеоско домаћинство "Вавчар"
- водопад Јерман
- Алпска флора